# Герман Бегель
Герман Бегель (нім. Hermann Bögel; 9 вересня 1914, Ессен — 4 січня 1998, Бремен) — німецький офіцер, оберлейтенант-цур-зее резерву крігсмаріне. Кавалер Лицарського хреста Залізного хреста.

## Біографія
1 січня 1936 року призваний у ВМФ і направлений в 3-й корабельний батальйон на Північному морі, потім служив кермовим на кораблях 2-ї ескортної флотилії. 31 грудня 1937 року зарахований в резерв. З початком Другої світової війни у вересні 1939 року призваний на флот і призначений на рибальське судно 141, яке входило в 14-у флотилію тральщиків-шукачів. 31 березня 1940 року призначений 1-м вахтовим офіцером на тральщик М-1803. З 19 серпня 1940 року — командир тральщика М-4040 40-ї флотилії. Під час бойових дій у районі Дьєппа тральщик Бегеля був потоплений. В червні 1943 року очолив групу «А» 40-ї флотилії тральщиків. 18 травня 1944 року переведений в 2-у флотилію тральщиків і призначений командиром М-10. 25 серпня 1944 року переведений в розпорядження загороджувального командування.

## Звання
- Оберматрос (1 січня 1937)
- Штабсматрос (31 грудня 1937)
- Матрос-оберєфрейтор резерву (2 липня 1939)
- Боцмансмат резерву (1 грудня 1939)
- Боцман резерву (4 лютого 1940)
- Лейтенант-цур-зее резерву (30 серпня 1940)
- Оберлейтенант-цур-зее резерву (19 жовтня 1942)

## Нагороди
- Нагрудний знак мінних тральщиків (1 серпня 1940)
- Залізний хрест
  - 2-го класу (1 серпня 1940)
  - 1-го класу (28 грудня 1941)
- Лицарський хрест Залізного хреста (13 жовтня 1942)